# Marmessoidea annulata
Marmessoidea annulata är en insektsart som först beskrevs av Fabricius 1798.  Marmessoidea annulata ingår i släktet Marmessoidea och familjen Diapheromeridae. Inga underarter finns listade i Catalogue of Life.